# 时乃空
時乃空（日语： Tokino Sora */?）是日本的女性虛擬YouTuber、虛擬偶像、歌手。所屬事務所為hololive，音乐活动时所属的唱片公司为胜利娱乐。

## 人物
时乃空於2017年9月7日開始活動，為Hololive第一位出道的成員，主要於YouTube和Niconico平台進行直播。她是一位留有棕色长发身着蓝色衣服的虚拟偶像，夢想是登上橫濱體育館開Live。她以女高中生（JK）形象出道，当时眼睛颜色为藍紫色，戴有黄色发饰。
时乃空的初始形象设计者为，新衣服及官方插图则由Ordan（おるだん）绘制。粉絲團名為空友（そらとも）。
直播時的開場白是「空友們！大家好嗎？我是時乃空！」。
擅長唱歌和彈琴，喜歡甜食和貓，也是初音未來的愛好者，喜歡的遊戲類型為音樂遊戲和恐怖遊戲，並且對恐怖遊戲有較高的抗性，但是不喜歡香菇和蟲。
與月之美兔等所謂的「清楚」系VTuber不同，時乃空是真實的清楚系VTuber，因為個性比較溫柔有如大姐姐或媽媽，而有了空媽（そらママ）的稱呼。此外她與多位歌唱勢VTuber如富士葵、天神子兔音、AZKi等交好，也得到櫻巫女等Hololive的後輩們的愛戴。

## 關連人物

### 友人A
友人A，暱稱A醬（えーちゃん），是時乃空的支援成員，負責時乃空的影片編輯的工作人員，偶爾會出現在時乃空和其他hololive成員的影片中。其形象為藍色頭髮的眼鏡娘，是hololive唯一擁有個人Live2D和3D虛擬形象的工作人員。
表面上是冷靜成熟的人，然而與時乃空相反的是，友人A對恐怖遊戲抗性較低，經常會在恐怖遊戲實況中發出慘叫。

### Ankimo
Ankimo（あん肝），是時乃空的泰迪熊，會在時乃空的直播中模仿她做同樣的動作。名字出自於時乃空說她自己對於背誦（ Ankimono）很不擅長，其後被觀眾空耳為Ankimo。

## 經歷

### 2017年
- 9月7日，开始活动并于YouTube投稿首个影片[9]。
- 12月30日，YouTube訂閱人數突破1萬。[10]

### 2018年
- 1月12日，YouTube訂閱人數突破5萬。[11]
- 3月8日，YouTube訂閱人數突破10萬。[12]
- 5月3日，新衣服發表。[13]

### 2019年
- 3月1日，VTuber聯合樂曲合輯「IMAGINATION vol.1」開始數位發行，實體CD發售日為2019年4月24日，該合輯收錄了時乃空所翻唱的歌曲『世界都墜入戀愛之中』[14]。
- 3月27日，以个人专辑《Dreaming!》出道，唱片公司为JVC建伍胜利娱乐。[15]
- 10月6日，于Veats Shibuya举行首场个人演唱会“Dream!”[16]。
- 11月21日，所屬事務所hololive和中國大陸智能手機遊戲《碧藍航線》合作，作為空母登場，其餘合作的成員分別為潛水艇的湊阿庫婭、驅逐艦的夏色祭、驅逐艦的白上吹雪、重巡艦的百鬼綾目、空母的大神澪和輕航母的紫咲詩音。
- 12月29日，於株式会社APPLAND舉辦的「V-RIZIN2019」出場[17]。

### 2020年
- 1月24日，在豐洲PIT舉辦的hololive 1st fes.『ノンストップ・ストーリー』[18]出演。
- 2月14日，發行個人寫真集。
- 3月24日，發行個人迷你專輯《My Loving》。
- 5月15日，發行個人單曲《藍天交響曲》（青空のシンフォニー），為時乃空第一首親自作詞及作曲的音樂作品。
- 10月21日，發行個人專輯《ON STAGE!》。
- 10月26日，YouTube訂閱人數突破50萬。
- 11月29日，舉行第二場個人演唱會「Parallel Time」（パラレルタイム）。

### 2021年
- 3月3日，公開新衣裝「私服」，同日開設YouTube頻道會員[19]。
- 5月15日，發行個人單曲《KumoHurray》（くもはれ）。
- 11月24日，發行個人翻唱專輯《Re:Play》。

### 2022年
- 1月22日，舉行第三場個人演唱會「Theatrical Cover Live『Role:Play』」。
- 5月15日，發行個人單曲《Happy Meowthday!!》。
- 7月27日，Youtube訂閱人數突破100萬[20][21][22]。
- 9月7日，發行個人專輯《Sign》。
- 11月19日，舉行第四場個人演唱會「5th Anniversary Live」。

## 音乐作品
来源：

### 单曲
| 名称                                  | 发售日期       | 規格         | 備註 |
| ------------------------------------- | -------------- | ------------ | --- |
|                                       | 2019年10月7日  | 數位音樂下載 | |
| 藍天交響曲（青空のシンフォニー）                        | 2020年5月15日  | 數位音樂下載 | 時乃空第一首親自作詞及作曲的音樂作品 |
| KumoHurray（くもはれ）                        | 2021年5月15日  | 單曲CD       | 時乃空誕生日記念2021 收錄歌曲： 1. KumoHurray! 作詞：時乃空／作曲： 2. 作詞、作曲：／編曲：幡宮航太 3. KumoHurray! -inst- 4. -inst-                                               |
| (Acoustic Arrange ver.)               | 2021年9月8日   | 數位音樂下載 | 『Parallel Time』初回限定盤特典 |
| Wonderland (Acoustic Arrange ver.)    | 2021年9月8日   | 數位音樂下載 | 『Parallel Time』初回限定盤特典 |
| Step and Go!! (Acoustic Arrange ver.) | 2021年9月8日   | 數位音樂下載 | 『Parallel Time』初回限定盤特典 |
| (Acoustic Arrange ver.)               | 2021年9月8日   | 數位音樂下載 | YouTube限定MV |
| Seesaw Game（シーソーゲーム）                       | 2021年9月8日   | 數位音樂下載 | 『Dreaming!』初回限定盤特典 |
| Happy Meowthday!!                     | 2022年5月15日  | 單曲CD       | 時乃空誕生日記念2022 收錄歌曲： 1. Happy Meowthday!! 作詞：時乃空、瀨名航／作曲、編曲：瀨名航 2. 作詞、作曲、編曲：Kijibato 3. Happy Meowthday!! (instrumental) 4. (instrumental) |
| 空之時（そらのとき）                            | 2022年7月6日   | 數位音樂下載 | 廣瀨香美提供曲 |
|                                       | 2022年11月20日 | 數位音樂下載 | |

### 参加作品
| 名稱                | 收錄                                       | 發售日期      | 參與歌手 | 備註                                                  |
| ------------------- | ------------------------------------------ | ------------- | --- | ----------------------------------------------------- |
|                     | 專輯《IMAGINATION vol.1》                  | 2019年4月24日 | 时乃空（arranged by Yunomi）                                                                                        | 動畫《青春之旅》主题曲（原唱：CHiCO with HoneyWorks） |
| プレパレード        | 專輯《IMAGINATION vol.1》                  | 2019年4月24日 | 时乃空、Omega Sisters、艾露、虹河Laki、多拉、绿仙、萝卜子、樋口楓、香织子鞠、灿鸟NOMU、天神子兔音、月之美兔、富士葵 |                                                       |
|                     | 單曲《/Fragment》                          | 2019年4月28日 | 時乃空、櫻巫女 |                                                       |
| Fragment            | 單曲《/Fragment》                          | 2019年4月28日 | 時乃空、蘿蔔子 |                                                       |
| Shiny Smily Story   | 同名單曲                                   | 2019年9月16日 | hololive IDOL PROJECT                                                                                               |                                                       |
| 閃耀騎士☆（キラメキライダー☆）       | 同名單曲                                   | 2020年2月24日 | hololive IDOL PROJECT                                                                                               |                                                       |
|                     | 專輯《VirtuaREAL MIX.01 mixed by DJ TAMU》 | 2020年5月24日 | 時乃空 | 重混版                                                |
|                     | 專輯《》                                   | 2020年6月24日 | [ 註 12 ] | 電視劇《四月一日三姐妹之家庭故事》第2期片頭曲         |
|                     | 專輯《》                                   | 2020年6月24日 | [ 註 12 ] | 電視劇《四月一日三姐妹之家庭故事》第2期片尾曲         |
|                     | 專輯《》                                   | 2020年6月24日 | 四月一日一花(時乃空)                                                                                                |                                                       |
| （SorAZ ver.）      | 同名單曲                                   | 2020年9月22日 | SorAZ |                                                       |
| （ときのそら ver.） | 同名單曲                                   | 2020年9月22日 | 時乃空 |                                                       |
|                     | 同名單曲                                   | 2022年8月19日 | hololive IDOL PROJECT                                                                                               |                                                       |
|                     | 同名單曲                                   | 2022年8月22日 | hololive IDOL PROJECT                                                                                               |                                                       |

## 出演

### 个人演唱会
| 日期           | 名称   | 地点                    |
| -------------- | ------ | ----------------------- |
| 2019年10月6日  | [ 34 ] | Veats Shibuya（東京都） |
| 2020年11月29日 | [ 35 ] | SPWN（線上）            |
| 2022年1月22日  | [ 36 ] |                         |
| 2022年11月19日 |        | ・SPWN                  |

### 电视节目
2018年
- VIRTUAL BUZZ TALK!（7月20日、7月27日、12月29日，TOKYO MX）
- のとく番〜アイは世界を繋ぐ〜（12月1日，日本电视台）

2019年
- のばん組（3月22日）
- 超人女子战士 Gariben Girl V（5月2日，朝日电视台）

### 电视动画
- NHK虚拟扬声歌唱（2019年1月2日，NHK综合频道）[40]
- VIRTUALSAN - LOOKING（日语：バーチャルさんはみている）（2019年，TOKYO MX）[41]
- NHK虛擬文化祭（2020年8月14日，NHK綜合频道）[42]

### 连续剧
- 四月一日三姐妹之家庭故事（日语：四月一日さん家の）（2019年—2020年，东京电视台） 飾 四月一日一花[43]

### 網絡節目
2018年
- 虛擬YouTuber人狼（5月7日—5月14日，Niconico生放送）
- 虛擬卡拉OK 2018夏（8月26日，Niconico生放送）
- （12月31日，Niconico生放送）

2019年
- （3月1日，REALITY）

2022年
-  Tokyo 1day Trip（5月9日—5月23日，Spotify）與富士葵共同

### 广播
- （2019年7月—9月，FM东京）與富士葵（日语：富士葵）共同

### 遊戲
- （2018年9月4日—9月20日）[49]
- 碧藍航線（2019年11月27日—12月11日）hololive聯動，以航母形象登場[50]
- VVV 戰機少女（2020年） 飾 本人[51]
- BanG Dream! 少女樂團派對（2021年） 與「Poppin'Party」合作翻唱[52]
- 東京七姐妹（2022年）[53]

## 书籍

### 輕小說
- （2019年4月25日，MF文庫J，原作、原案：COVER株式會社（日语：カバー (企業)），作者：兔月龍之介（日语：兎月竜之介））[54]

### 写真集
- 时乃空 1st 写真集 （2020年2月14日，宝島社）